# Roca volcánica

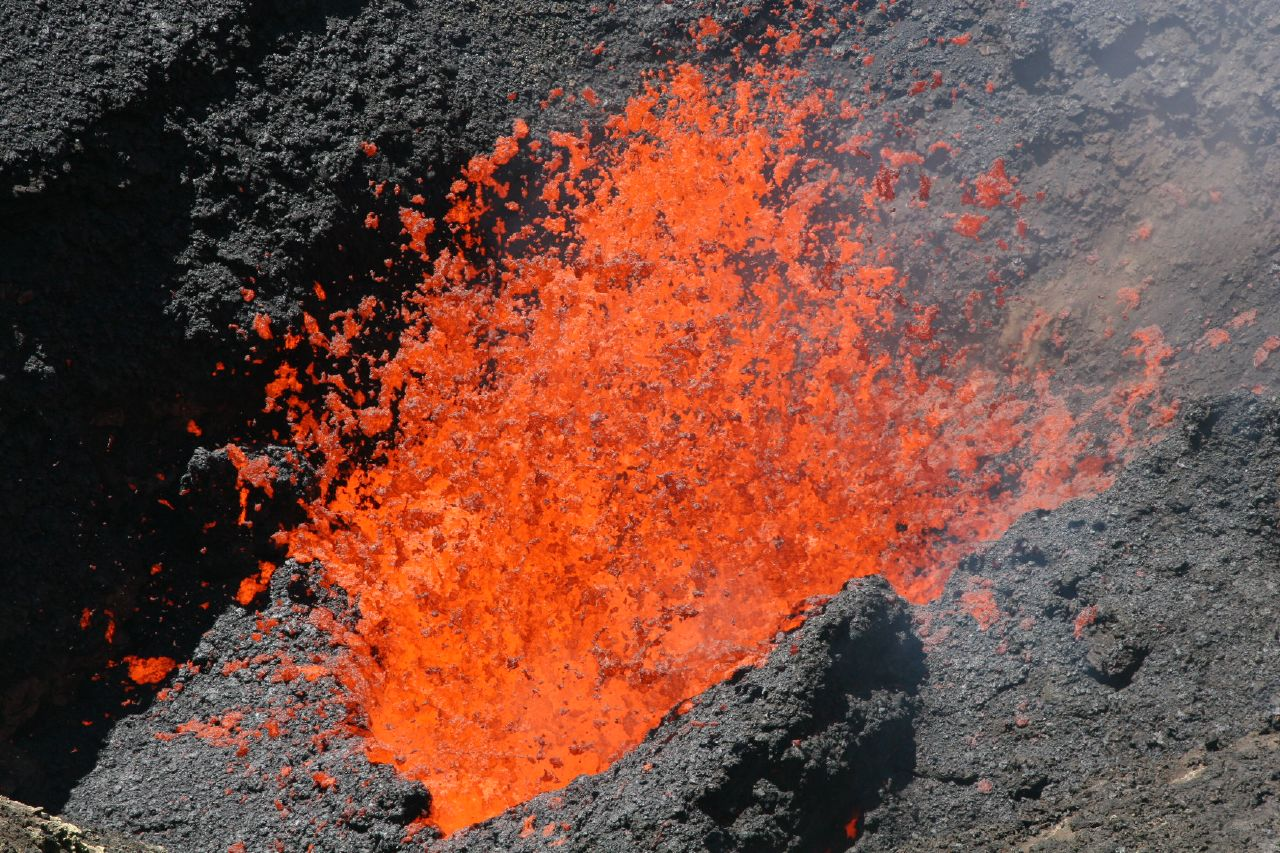
Formación de roca volcánica por solidificación de lava fundida (roja). Cráter del volcán Villarrica.

Las rocas volcánicas, efusivas o, más raramente, extrusivas son aquellas rocas ígneas que se formaron por el enfriamiento de lava en la superficie terrestre o de magma (masa de materia fundida subterránea) a escasa profundidad.
El enfriamiento rápido del magma o lava que se torna en roca volcánica hace que se formen muchos cristales pequeños, también llamados microcristales o granos finos, en estas rocas. El enfriamiento rápido también puede formar rocas volcánicas compuestas total o parcialmente de vidrio. Las rocas volcánicas más comunes en la Tierra son el basalto seguido por la andesita. Otras rocas volcánicas son la riolita, la dacita y la traquita para mencionar unas pocas.
Las rocas volcánicas constituyen una pequeña parte de las rocas que se originan a partir de magma. Se estima que durante el Cenozoico se han generado un promedio anual de 3.7 a 4.1 km³ de rocas volcánicas en la Tierra, una cantidad bastante menor a los 22.1 a 29.5 km³ de rocas plutónicas que se creen haber formado en promedio anualmente en el mismo lapso de tiempo.

## Petrografía
Las rocas volcánicas pueden dividirse entre las que no tienen cristales visibles a simple vista, es decir, tienen textura afanítica, y las que tienen cristales visibles a simple vista, es decir, de textura fanerítica. Cuando hay grandes cristales (fenocristales), que destacan en la matriz, se denomina textura porfírica o porfídica.

## Series de rocas ígneas
La diferenciación del magma del que proceden las rocas volcánicas produce que su composición química pueda variar gradualmente en su ascenso hacia la superficie, dando lugar a diferentes rocas volcánicas. A su vez, las diferencias iniciales de composición de los magmas, la asimilación de rocas encajantes, o la mezcla de magmas, dan lugar a que estos procesos de diferenciación sigan tendencias diferentes. Así se establecen tres series ígneas principales:
- Serie toleítica: parte de basaltos toleíticos, con poca diferenciación magmática debido a la formación de los magmas primarios a poca profundidad. Es típica de las dorsales mediooceánicas y de las mesetas basálticas o traps.
- Serie alcalina: parte de basaltos alcalinos, que por diferenciación producen traquibasaltos, traquitas, fonolitas y riolitas. La proporción de silicio, sodio y potasio va aumentando durante la evolución magmática. Son rocas relativamente poco abundantes, típicas del vulcanismo intraplaca.
- Serie calcoalcalina: está formada por diferentes tipos de basaltos, como andesitas, dacitas o riolitas. Son típicos del vulcanismo de zonas de subducción.

## Formas y ocurrencias
Las rocas volcánicas pueden solidificar formando coladas de lava o piroclastos.